# Métodos de entrada en calculadora
Las calculadoras interpretan las pulsaciones de teclas de varias formas. Estos se pueden categorizar en dos tipos principales:
- En una calculadora de un solo paso o de ejecución inmediata, el usuario presiona una tecla para cada operación, calculando todos los resultados intermedios, antes de que se muestre el valor final.[1][2]
- En una calculadora de expresiones o fórmulas, uno escribe una expresión y luego presiona una tecla, como "=" o "Enter", para evaluar la expresión.[3][4] Existen varios sistemas, para escribir una expresión, tal como se describe a continuación.

## Ejecución inmediata

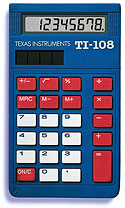
La TI-108 es una calculadora sencilla de cuatro funciones, que utiliza la ejecución en un solo paso.

El modo de operación de ejecución inmediata (también conocido como un solo paso, sistema de entrada algebraica ( SEA o AES en inglés) o modo de cálculo en cadena ), es comúnmente empleado en la mayoría de las calculadoras de uso general. En la mayoría de las calculadoras de cuatro funciones simples, como la calculadora de Windows en modo estándar y los que se incluyen con la mayoría de los sistemas operativos anteriores, cada operación binaria se ejecuta en cuanto se pulsa el siguiente operador, y por lo tanto, el orden de las operaciones en una expresión matemática no se tiene en cuenta. Las calculadoras científicas, donde también puede ser categorizada así el modo científico de software con entrega de no sólo una calculadora básica, para cualquier sistema operativo, tienen botones específicos, para paréntesis y pueden tener en cuenta el orden de operación. Además, para operaciones unarias, como √ (raíz cuadrada) o x 2 (potencia o elevado al cuadrado), primero se ingresa el número y luego el operador. Este método de ingreso de datos, para calcular operaciones unarias, se debe en gran parte a las pantallas de visualización de este tipo de calculadoras que, generalmente, están compuestas en su totalidad por caracteres de siete segmentos y, por lo tanto, sólo pueden mostrar números, y no las funciones asociadas con ellos. Este modo de operación también hace que sea imposible cambiar la expresión que se ingresa, sin la posibilidad de borrar completamente la pantalla.
| Fórmula                                 | pulsaciones de teclas                                                 | recuento de pulsaciones de teclas |
| --------------------------------------- | --------------------------------------------------------------------- | --------------------------------- |
| {\displaystyle 1+2\times 3}             | [2][×][3][+][1][=] [1][+][2][×][3][=]                                 | 6 6                               |
| {\displaystyle \sin 30+2\times \cos 30} | [3][0][cos][×][2][+][3][0][sin][=] [3][0][sin][+][2][×][3][0][cos][=] | 10                                |
| {\displaystyle 5-3}                     | [5][-][3][=]                                                          | 4                                 |
| {\displaystyle 15+10+10+10}             | [1][5][+][1][0]+[1][0][+][1][0][=]                                    | 12                                |

Los dos primeros ejemplos se han dado dos veces. La primera versión es, para calculadoras simples, mostrando cómo es necesario realizar una reorganización de operandos, para un resultado correcto. La segunda versión es para calculadoras científicas, donde se observa la precedencia de operadores. Existen dos diferentes formas de esquemas de precedencia de operadores, tales como el sistema de ingreso algebraico con jerarquía (AESH en inglés ), y el sistema de ingreso algebraico con paréntesis (AESP), dada la diferencia en que las calculadoras científicas con AESP admiten el ingreso de paréntesis. Un esquema de entrada conocido como sistema operativo algebraico (AOS) puede combinar ambos esquemas mencionados anteriormente. Este es el nombre que utiliza Texas Instruments para el esquema de entrada utilizado en algunas de sus calculadoras.
Las calculadoras de ejecución inmediata se basan en una mezcla de notaciones infijo y sufijo, para operaciones binarias y unarias, respectivamente. Sin embargo, hay posibilidad de ocasionarse problemas, debido a que las veces de la aplicación de los operadores sólo son una, por lo que el usuario debe determinar qué tecla de operador usar en cada etapa.  Dentro de la discusión de estos problemas, Harold Thimbleby ha señalado que las calculadoras que funcionan con botones "requieren que los números y los signos de operación se marquen en un orden determinado, y los errores son fáciles de cometer y difíciles de detectar".
El usuario de una calculadora operada por botones, al surgir problemas de cálculos, aún siendo simples, para calcular el valor de una fórmula escrita, debe:
- Reorganizar la fórmula, para que el valor se pueda calcular presionando los botones uno a la vez, teniendo en cuenta la precedencia del operador y los paréntesis.
- Utilizar los botones de memoria, para asegurarse de que las operaciones se aplican en el orden correcto.
- Usar los botones especiales± y1/x, que, para operadores no conmutativos, no corresponden a operaciones en la fórmula.

Los errores pueden ser difíciles de detectar, dado que:
- Por las razones anteriores, la secuencia de pulsaciones de botones puede tener poca semejanza con la fórmula original.
- La operación que se realiza cuando se presiona un botón no siempre es la misma que la del botón, sino que puede ser una operación ingresada previamente.

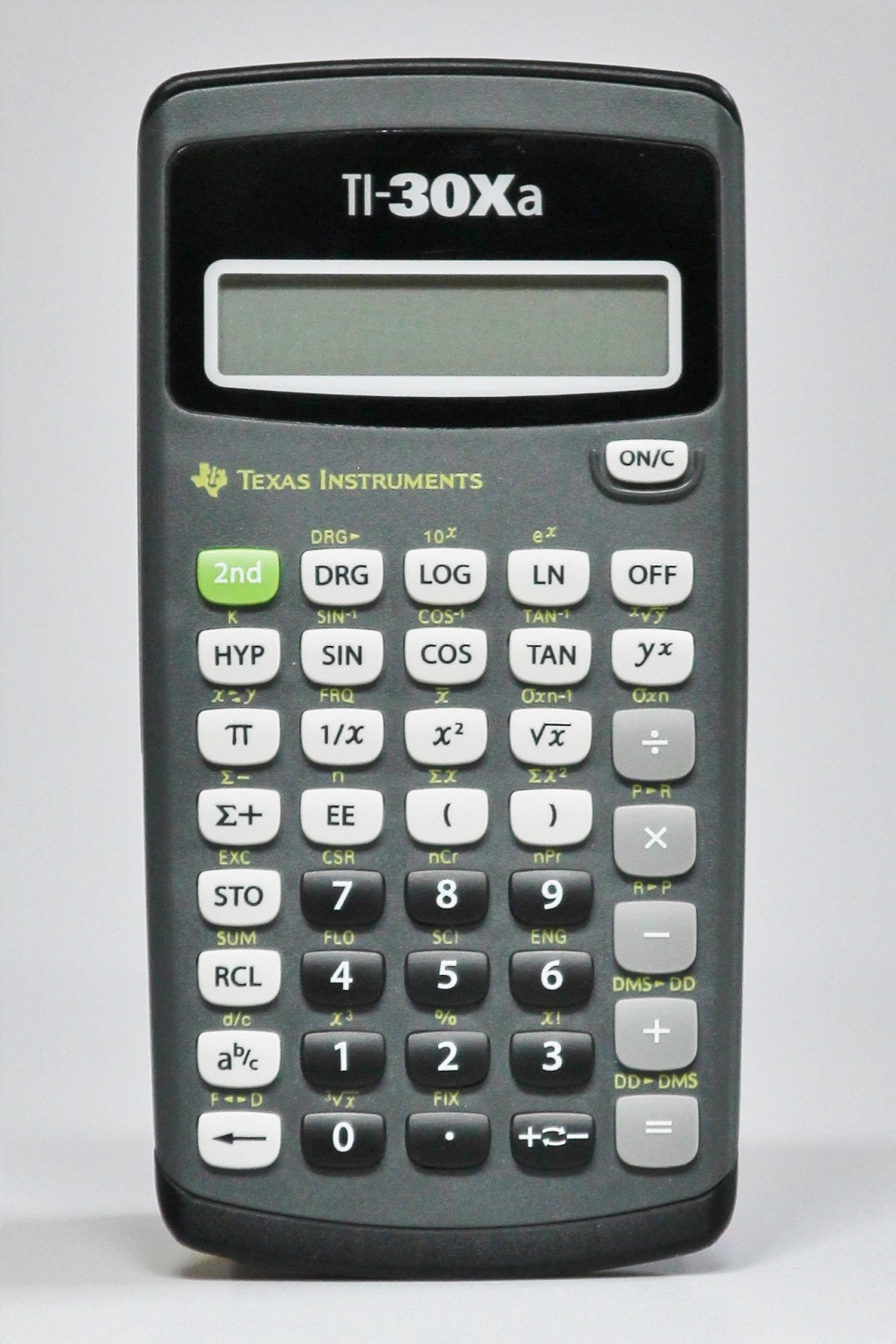
Esta calculadora científica TI-30XA utiliza ejecución inmediata. Tiene una pantalla de siete segmentos de una línea y no puede mostrar operandos ni permitir que se editen las entradas.

### Ejemplos de dificultades
El ejemplo más simple dado por Thimbleby de un posible problema al usar una calculadora de ejecución inmediata es 4 × (−5), basado en: {\displaystyle 4(-5)}
Como fórmula escrita, el resultado de la operación anterior es −20 porque el signo "−", en lugar de una resta, pretende indicar un número negativo, lo cual, así lo interpretaría una calculadora de fórmulas.
En una calculadora de ejecución inmediata, la diferencia de resultado de cálculo va según las teclas usadas y su orden. También existen diferencias entre las calculadoras en la forma en que se interpreta una determinada secuencia de pulsaciones de botones. El resultado puede ser:
- −1: Si el botón de resta − se presiona después de la multiplicación ×, se interpreta como una corrección de la × en lugar de un signo menos, de modo que 4 − 5 es calculado.
- 20: Si el botón de signo cambiado ± se presiona después de 5, no se interpreta como −5, y 4×5 es calculado.
- −20: Para obtener la respuesta correcta, ± debe presionarse en último lugar, aunque el signo menos no esté escrito en último lugar en la fórmula.

La ilustración de los efectos de la precedencia de operadores, paréntesis y operadores no conmutativos, en la secuencia de pulsaciones de botones, va mediante:
- 4 - 5 × 6: La multiplicación debe hacerse primero, y la fórmula debe reorganizarse y calcularse como −5×6 + 4. Así que ±y la suma tiene que usarse en lugar de la resta. Cuando + se presiona, se realiza la multiplicación.
- 4×(5+6): Primero hay que hacer la suma, por lo que el cálculo realizado es (5 + 6)×4. Cuando × se presiona, se realiza la suma/adición.
- 4/(5+6): Una forma de hacer esto es calcular (5 + 6)/4 primero y luego usar 1/x, por lo que el cálculo realizado es 1/[(5 + 6)/4].
- 4×5+6×7: Las dos multiplicaciones se deben hacer antes de la suma, y uno de los resultados se debe guardar en la memoria.

Estos ejemplos son simples, pero la presencia de problemas mayores es presentada en calculadoras de ejecución inmediata, al existir casos más complejos. De hecho, Thimbleby afirma que los usuarios pueden haber sido condicionados para evitarlos en todos los cálculos, excepto en los más simples.

### Herramientas declarativas e imperativas
Los problemas potenciales con las calculadoras de ejecución inmediata, se derivan del hecho de que son imprescindibles. Esto significa que está en manos del usuario entregar todos los posibles detalles de cómo se debe realizar el cálculo.
Thimbleby ha identificado la necesidad de una calculadora con más automatización y facilidad, y afirma que dicha calculadora debería ser más declarativa. Esto significa que el usuario  debe realizar la especificación de sólo lo que se debe hacer, no cómo y en qué orden se debe hacer.
Las calculadoras de fórmulas son más declarativas, porque la fórmula ingresada produce instrucciones, y los detalles del orden a cada paso en cómo realizar el cálculo no van siendo proporcionados de forma obligada por el usuario.
Las soluciones declarativas tienen más posibilidades de ser entendidas que las soluciones imperativas, y ha habido una tendencia a largo plazo desde los métodos imperativos a los declarativos. En esta tendencia están las calculadoras de fórmulas.
Muchas herramientas de software para el uso general, como las hojas de cálculo, son declarativas, siendo así las calculadoras de fórmulas.

### Usando toda la potencia de la computadora
La simulación de calculadoras manuales de ejecución inmediata, mediante software, no utilizan todo lo que puede producir una computadora: "Hay más potencial en la ejecución de procesos de una computadora, que en una calculadora manual y, por lo tanto, es ilógico y limitante duplicar las calculadoras manuales en una computadora". Las calculadoras de fórmulas basadas en la mención de Haxial Software Pty Ltd, usan más potencia de la computadora porque, además de calcular el valor de una fórmula, calculan el orden en que se deben hacer las cosas.

## Notación de infijos

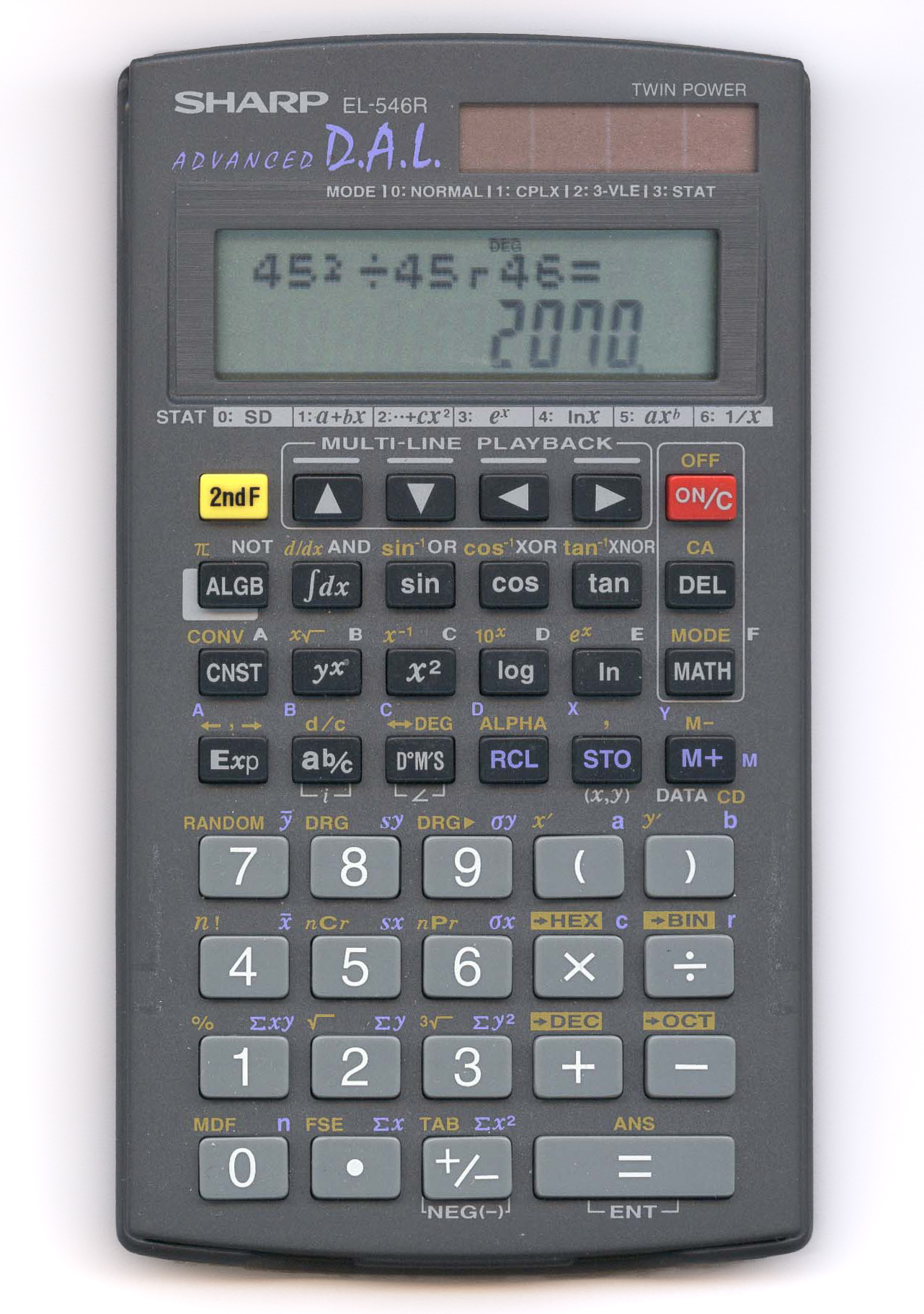
Una calculadora científica de Sharp que usa notación infija. Considere la fórmula en la línea de matriz de puntos de arriba y la respuesta en la línea de siete segmentos a continuación, así como las teclas de flecha que permiten revisar y editar la entrada.

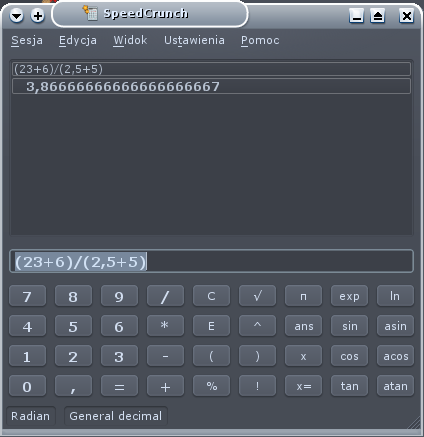
Este programa de calculadora ha aceptado entradas en notación infija y ha devuelto la respuesta. Aquí la coma es fraccionaria.

La notación infija es un método similar a la ejecución inmediata con AESH y/o AESP, pero el ingreso de las operaciones unarias en la calculadora es como está escrito en papel.
Las calculadoras con utilidad de notación infija tienden a incorporar una pantalla de matriz de puntos, para mostrar la expresión ingresada, y en acompañamiento, una pantalla de siete segmentos es frecuentada, para el resultado de la expresión. Debido a que la expresión no puede ser evaluada, hasta el ingreso completo, hay una posibilidad de editar todo el ingreso de la expresión, antes de la evaluación, así como reproducir las expresiones ingresadas y sus respuestas desde la memoria, en cualquier momento. 
Este método es ampliamente usado por la mayoría de lascalculadoras gráficas de Casio y Texas Instruments. En sus calculadoras científicas, Sharp, Casio y Texas Instruments llaman a estos métodos como Lógica Algebraica Directa (DAL ), Método algebraico visualmente perfecto (VPAM ), y Sistema operativo de ecuaciones (EOS), respectivamente.
| Fórmula                                 | pulsaciones de teclas                | recuento de pulsaciones de teclas |
| --------------------------------------- | ------------------------------------ | --------------------------------- |
| {\displaystyle 1+2\times 3}             | [1][+][2][×][3][=]                   | 6                                 |
| {\displaystyle \sin 30+2\times \cos 30} | [sin][3][0][+][2][×][cos][3][0][=]   | 10                                |
| {\displaystyle (1+2)\times (3+4)}       | [(][1][+][2][)][×][(][3][+][4][)][=] | 12                                |
| {\displaystyle 15+10+10+10}             | [1][5][+][1][0][+][1][0][+][1][0][=] | 12                                |

## Notación polaca inversa

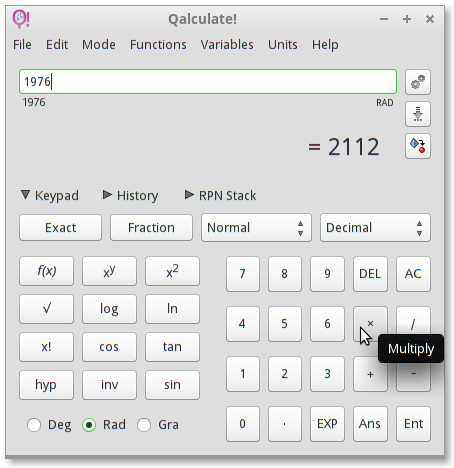
Captura de pantalla de un programa de Calculadora RPN en Linux.

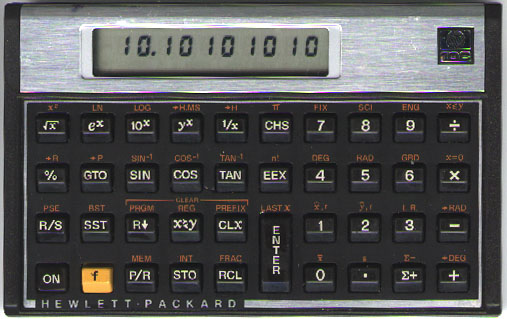
Todas las calculadoras de la serie Voyager de Hewlett-Packard utilizan entrada RPN. La tecla "Enter" se utiliza aquí para pasar el valor de la pantalla a la pila.

En la notación polaca inversa, o notación de sufijo, todas las operaciones se ingresan después de los operandos en los que se realiza la operación. No se usan paréntesis en esta notación, para así pulsar menos botones, al realizar una operación. Mediante el uso de una pila, se pueden ingresar fórmulas sin necesidad de reorganizar los operandos.
Las calculadoras de Hewlett-Packard son ejemplos bien conocidos entre las calculadoras que utilizan RPN. Los primeros modelos, como el HP-35, usaban RPN completamente, sin una alternativa a algún método diferente. Los modelos posteriores pueden cambiar entre RPN y otra notación, como el HP-12C Platinum que incluye RPN y ejecución inmediata (con el orden estricto de ingreso de entradas, para operar), el HP 33s con RPN y un híbrido de ejecución inmediata. / notación algebraica infija (con el orden estándar en la ejecución de las operaciones, pero ingresando las funciones de un solo operando, con el operando y luego el operador), y su sucesor, el HP 35s, con RPN y notación infija algebraica estándar.
| Fórmula                                 | pulsaciones de teclas | recuento de pulsaciones de teclas          |
| --------------------------------------- | --- | ------------------------------------------ |
| {\displaystyle 1+2\times 3}             | [1][Enter][2][Enter][3][×][+] [2][Enter][3][×][1][+]                                                                                     | 7 6                                        |
| {\displaystyle \sin 30+2\times \cos 30} | [3][0][sin][3][0][cos][2][×][+] | 9                                          |
| {\displaystyle (1+2)\times (3+4)}       | [1][Enter][2][+][3][Enter][4][+][×] | 9                                          |
| {\displaystyle 15+10+10+10}             | [1][5][Enter][1][0][+][1][0][+][1][0][+] [1][5][Enter][1][0][Enter][Enter][Enter][+][+][+] [1][5][Enter^][1][0][Enter^][Enter^][+][+][+] | 12 11 (RPL y Entrada RPN) 10 (RPN clásico) |

Nota: Uno de los pocos casos de no uso de menor cantidad de pulsaciones se ilustra en el primer ejemplo, siempre que no se reorganicen los operandos. Si uno lo hiciera, entonces solo se necesitarían seis pulsaciones de teclas.

## Notación en BASIC

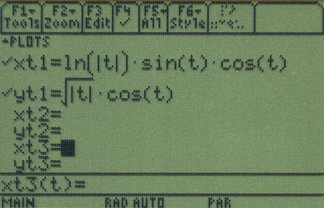
La pantalla de entrada de ecuaciones en una TI-89, que muestra los corchetes después de los parámetros ln, sen y cos. Si estos se dejaran fuera, la ecuación se interpretaría como en lugar de

La notación de BASIC es una implementación particular de la notación infija donde las funciones requieren que los paréntesis contengan parámetros.
Este método se utilizó entre los '80 y '90, en calculadoras programables BASIC y computadoras de bolsillo. Texas Instruments implementaría más tarde el método en muchas de sus calculadoras gráficas, incluidas las series TI-83 y TI-84 Plus. Este método de entrada también es predeterminado en la mayoría de los sistemas de álgebra computacional.
En notación BASIC, la fórmula se ingresa como se ingresaría en BÁSIC, usando el comando PRINT; el comando PRINT en sí mismo es opcional. Al pulsar "ENTER" o "=", se mostraría el resultado. Al igual que con la notación infija estándar, el ingreso erróneo de la fórmula se puede corregir, usando la misma función de editor utilizada en la programación de la calculadora.
| Fórmula                               | pulsaciones de teclas                                                                             | recuento de pulsaciones de teclas |
| ------------------------------------- | ------------------------------------------------------------------------------------------------- | --------------------------------- |
| {\displaystyle 1+2\times 3}           | [1][+][2][×][3][Enter]                                                                            | 6                                 |
| {\displaystyle \sin 30\times \cos 30} | [sin][(][3][0][)][×][cos][(][3][0][)][Enter] [s][i][n][(][3][0][)][×][c][o][s][()[3][0][)][Enter] | 12 16                             |

Para el segundo ejemplo, se dan dos opciones dependiendo de si las computadoras de bolsillo con BASIC tienen teclas dedicadas o no., a la trigonometría

## Notación de diez teclas

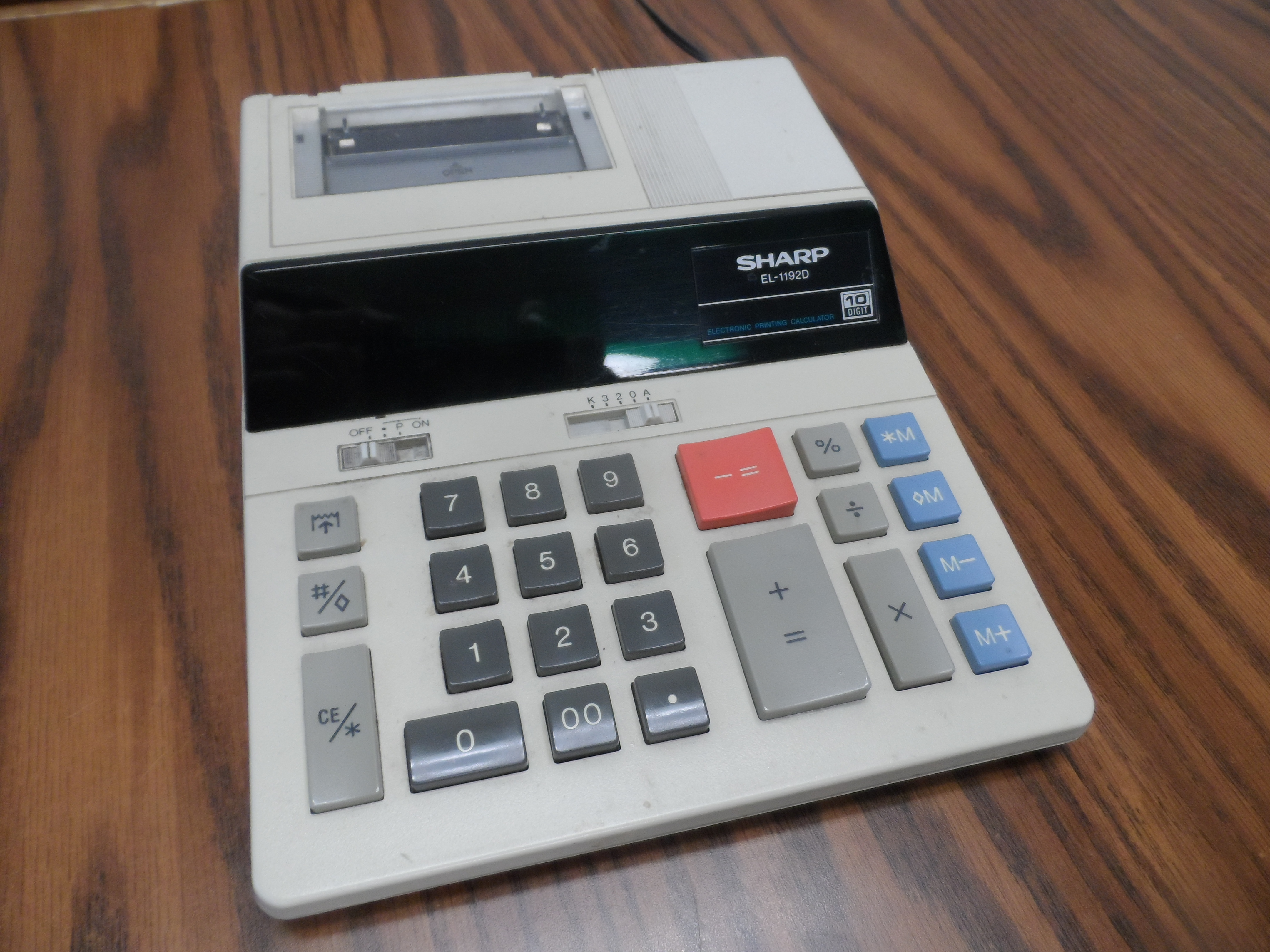
Esta calculadora de impresión hecha por Sharp usa notación de diez teclas. Observe el tamaño y la ubicación de las teclas, incluidas las teclas extra grandes "+/=" y las teclas rojas "-/=".

Las máquinas sumadoras de cinta de papel de los contadores dieron fama al método de entrada de notación de diez teclas. Por lo general, se puede suponer la suma de números ingresados, aún con admitir otras operaciones. El total acumulado se mantiene, mientras que cada número ingresado es seguido por su signo (+/−). El repaso del operando más reciente, ingresando otro +, supone que se continúa usando implícitamente el último operando. Este modo de entrada está disponible en calculadoras de impresión de empresas como Sharp, y en calculadoras de software como Judy's TenKey utilizadas por empresas de contabilidad. Las herramientas de capacitación y certificación en línea de diez teclas también están disponibles, y algunas empresas utilizan la velocidad de escritura de diez teclas, como criterio de empleo.
| Fórmula                               | pulsaciones de teclas        | recuento de pulsaciones de teclas |
| ------------------------------------- | ---------------------------- | --------------------------------- |
| {\displaystyle 1+2\times 3}           | [1][+][2][×][3][=][+][T]     | 8                                 |
| {\displaystyle \sin 30\times \cos 30} | [3][0][sin][×][3][0][cos][=] | 8                                 |
| {\displaystyle 5-3}                   | [5][+][3][-][T]              | 5                                 |
| {\displaystyle 15+10+10+10}           | [1][5][+][1][0][+][+][+][T]  | 9                                 |

## Pantalla matemática

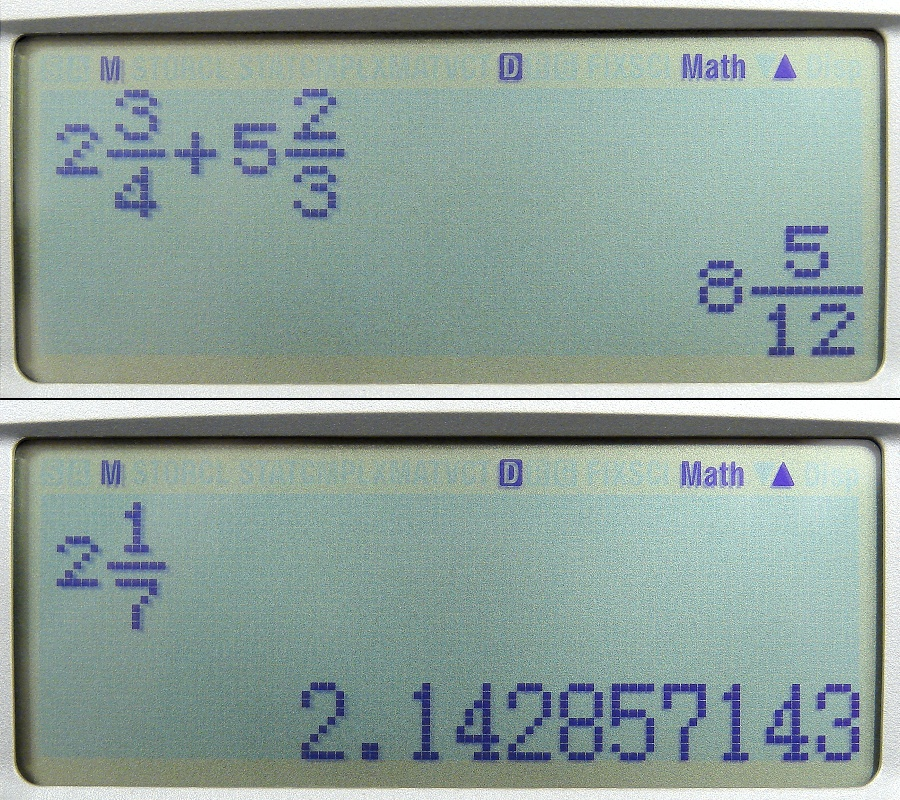
Una calculadora científica Casio Natural Display que muestra fracciones mixtas y sus equivalentes decimales en letra bonita.

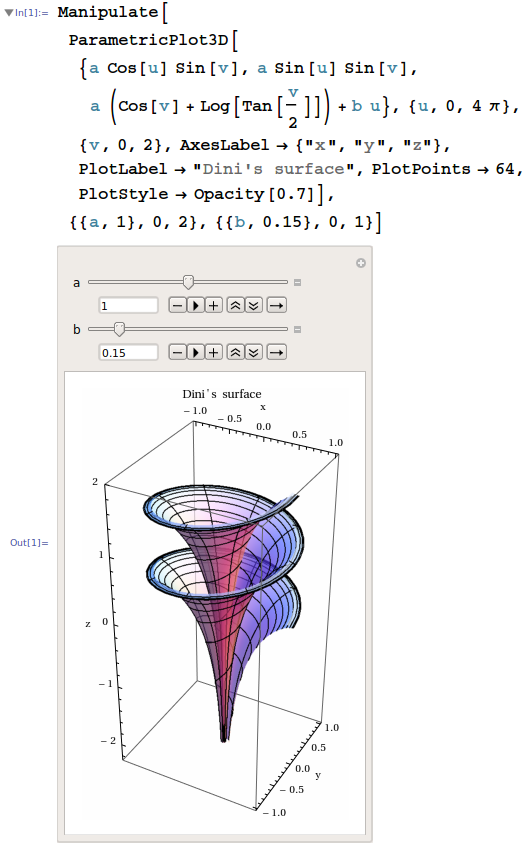
Comandos bastante impresos, usados, para trazar la superficie de Dini en Mathematica.

Los modernos sistemas de álgebra computarizados, así como muchas calculadoras científicas y gráficas, permiten la "impresión bonita ", es decir, la entrada de ecuaciones tales, que las fracciones, los radicales y las integrales, entre otros, se muestran en la forma en que normalmente se escribirían. La apariencia entre estas calculadoras y las de notación infija, es generalmente similar, pero cuentan con una pantalla de matriz de puntos completa y plantillas, que contienen espacios, para ingresar expresiones, navegando con las teclas de flechas en la calculadora, y si la escritura vacía existe en esos espacios, generalmente generaría error de sintaxis, lo que haría que la navegación fuera más engorroso que la notación infija estándar; La notación infija estándar también suele ser una opción en estas calculadoras.
Tiempo atrás, Casio lo definía como Pantalla natural o Pantalla de libro de texto natural, pero ahora esta característica ha sido reemplazada por el uso de Natural-VPAM.  Sharp lo define como WriteView y Equation Editor, en sus calculadoras científicas y gráficas, respectivamente; HP, como configuración de pantalla de libro de texto, que se puede usar en modos RPN y algebraico, como también en las aplicaciones Stack y Equation Writer ; Mathematica, como Composición Tipográfica Semántica-Fiel; Mathcad, como notación matemática estándar; Maple, sin un nombre especial, pero funcionando como editor de ecuaciones matemáticas; y Texas Instruments lo llama MathPrint, incorporándolo en sus calculadoras de gama alta, como la serie TI-Nspire, y en 2011 agregó la función a su serie TI-84 con la actualización 2.55 OS.
| Fórmula                               | pulsaciones de teclas                                                             | recuento de pulsaciones de teclas |
| ------------------------------------- | --------------------------------------------------------------------------------- | --------------------------------- |
| {\displaystyle 1+2\times 3}           | [1][+][2][×][3][Enter]                                                            | 6                                 |
| {\displaystyle \sin 30\times \cos 30} | [sin][3][0][->][×][cos][3][0][Enter] [sin][(][3][0][)][×][cos][(][3][0][)][Enter] | 9 12                              |
| {\displaystyle 5-3}                   | [5][-][3][Enter]                                                                  | 4                                 |
| {\displaystyle 15+10+10+10}           | [1][5][+][1][0][+][1][0][+][1][0][Enter]                                          | 12                                |

Para el segundo ejemplo, se dan dos opciones, dependiendo de la insertación automática de paréntesis necesarios en las calculadoras. Las máquinas equipadas con una pantalla alfanumérica mostrarán SIN(30)×COS(30) antes de que ↵ Entrar sea presionado.

## Otras lecturas
- «Human behaviour and performance in calculator use with Algebraic and Reverse Polish Notation». Ergonomics (Department of Industrial Engineering, State University of New York at Buffalo, Amherst, New York, USA: Taylor & Francis) 22 (9): 1011-1019. 1979. doi:10.1080/00140137908924675.
- «Advanced Calculator Logic HP RPN/Algebraic: A Comparative Analysis.». Corvallis, Oregon, USA: Hewlett-Packard Corporation. 1979. Archivado desde el original el 26 de diciembre de 2022. Consultado el 26 de diciembre de 2022. (13 pages)
- «Electronic calculators: which notation is the better?». Applied Ergonomics (Department of Industrial Engineering, University at Buffalo, State University of New York, USA: IPC Business Press) 11 (1): 2-6. March 1980. PMID 15676368. doi:10.1016/0003-6870(80)90114-3. 0003-6870/80/01 0002-05. Archivado desde el original el 22 de septiembre de 2018. Consultado el 22 de septiembre de 2018. (5 pages)
- Suydam, Marilyn N. (December 1980). Calculators: A Categorized Compilation of References. Supplement 1.. Columbus, Ohio, USA: Calculator Information Center, Ohio State University. ED199087. SE034434. Archivado desde el original el 19 de septiembre de 2021. Consultado el 16 de octubre de 2022. (64 pages)
- . Proceedings of the Seventeenth Annual Conference on Manual Control. Jet Propulsion Laboratory / Office of Naval Research / NASA. 15 de octubre de 1981. pp. 655-667 https://web.archive.org/web/20220130063534/https://ntrs.nasa.gov/api/citations/19820005848/downloads/19820005848.pdf |urlarchivo= sin título (ayuda). Archivado desde el original|urlarchivo= requiere |url= (ayuda) el 30 de enero de 2022.  (13 of 702 pages)
- «Hand Calculator Performance Under Interrupted Operation». Proceedings of the Human Factors Society Annual Meeting (Department of Engineering Design, Tufts University, Medford, Massachusetts, USA) 25 (1): 329-332. October 1981. doi:10.1177/107118138102500187. (4 pages)
- «The machine inside the machine: Users' models of pocket calculators». International Journal of Man-Machine Studies 15 (1): 51-85. July 1981. ISSN 0020-7373. doi:10.1016/S0020-7373(81)80023-5. (35 pages)
- Young, Richard M. (1984). «Artificial Intelligence: Conceptual Models of Ill-Defined Systems».  Escrito en University of Massachusetts, Amherst, Massachusetts, USA; MRC Applied Psychology Unit, Cambridge, UK.  En Selfridge; Rissland, eds. Adaptive Control of Ill-Defined Systems. NATO Conference Series (NATOCS, volume 16); II Systems Science (SYSC) (1st illustrated edición). New York & London: Plenum Press, Plenum Publishing Corporation / Springer. pp. 165-176. ISBN 978-1-4684-8943-9. doi:10.1007/978.1.4684.8941.5. Consultado el 26 de diciembre de 2022. (12 pages)
- «Calculator logic: when and why is RPN superior to algebraic?». Applied Ergonomics 25 (5): 327-333. 1994. doi:10.1016/0003-6870(94)90048-5.
- Redin, James (12 de febrero de 2005). «RPN or DAL? A brief analysis of Reverse Polish Notation against Direct Algebraic Logic». Archivado desde el original el 24 de junio de 2017. Consultado el 12 de septiembre de 2015.

- Datos: Q5018891